# Abraham Memmius
Abraham Memmius (* 21. September 1564 in Utrecht; † 18. September 1602 in Königsberg) war ein niederländischer Mediziner, der mit 37 Jahren der Pest zum Opfer fiel.

## Leben
Memmius war ein Sohn des Peter Memmius und dessen Frau Gertrud (verwitwete Longolius; † 1604), die gemeinsam mit den beiden älteren Söhnen Abraham und Conrad vor der Verfolgung durch die spanische Inquisition aus Utrecht geflüchtet waren. Der jüngere Bruder Isaak wurde auf einer Zwischenstation ihrer Flucht in Culemborg im Gelderland geboren. Im Jahr 1568 kamen sie nach Rostock. Nachdem Abraham im Sommersemester 1578 an der Universität Rostock immatrikuliert worden war, setzte er seine Grundausbildung 1581 in Lübeck fort. Anschließend studierte er an den Universitäten Jena, Padua und Basel, wo er 1590 über Theses de haemorrhagia erfolgreich disputierte und daher zum Doktor der Medizin promoviert wurde. Zunächst nach Lübeck zurückgekehrt, wurde er 1594 zum Professor der Medizin und Physik an die Universität Königsberg berufen.
In dieser Eigenschaft beteiligte er sich auch an den organisatorischen Aufgaben der Königsberger Hochschule. In den Wintersemestern 1596/97 und 1600/01 war er dort Rektor. Nachdem er 1601 auch das Amt eines Pestmediziners der Altstadt übernahm, infizierte er sich und starb an dieser Krankheit.
Seine noch 1602 geschlossene Ehe mit Maria (geborene Roth), Tochter des kurfürstlichen Rates Hieronymus Roth und dessen erster Frau Ursula, Tochter des herzoglichen Rates Hans Nimptsch, blieb kinderlos.
Von seinen Werken ist ein Bericht über die Pest und die Dissertation de ventriculi inflatione bekannt.